# Campeonato Panamericano de Béisbol Sub-12 de 2017
El Campeonato Panamericano de Béisbol Sub-12 de 2017 con categoría Infantil AA, se disputó en Nicaragua en 2017. El oro se lo llevó Panamá por segunda vez.

## Equipos participantes
- Argentina
- Aruba
- Brasil
- Costa Rica
- El Salvador
- Nicaragua
- Panamá
- Perú
- República Dominicana

## Equipo Panamericano Sub-12
| Posición            | Jugador          |
| ------------------- | ---------------- |
| Receptor            | Nelson Sevilla   |
| Primera Base        | Adan Sánchez     |
| Segunda Base        | Carlos Torrentes |
| Tercera Base        | Jose Melo        |
| Campocorto          | Thiago Nishiyama |
| Jardinero Izquierdo | Zarik Tromp      |
| Jardinero Central   | Kelvin Hifalgo   |
| Jardinero Derecho   | Tito Martínez    |
| Lanzador            | Carlwin Maduro   |
| Jugador Más Valioso | Adan Sánchez     |

## Ronda final
| Juego             | Ganador   | Resultado | Perdedor             |
| ----------------- | --------- | --------- | -------------------- |
| Medalla de Bronce | Nicaragua | 14-0      | Brasil               |
| Medalla de Oro    | Panamá    | 2-1       | República Dominicana |

## Resultados
| Posición | Selección            |
| -------- | -------------------- |
|          | Panamá               |
|          | República Dominicana |
|          | Nicaragua            |
| 4°       | Brasil               |
| 5°       | Aruba                |
| 6°       | El Salvador          |
| 7°       | Argentina            |
| 8°       | Perú                 |
| 9°       | Costa Rica           |